# 共产主义之声组织
共产主义之声组织（英語：Communist Voice Organization）是美国的一个共产主义组织。该党的一些成员来自1993年解散的美国马列主义党。该组织的主要活动是出版《共产主义之声》杂志。该组织还出版《底特律工人之声》和“革命文学杂志”《斗争》。该组织的主要发言人是约瑟夫·格林。该组织坚持马克思列宁主义，反对斯大林主义和托洛茨基主义。